# 藍屋

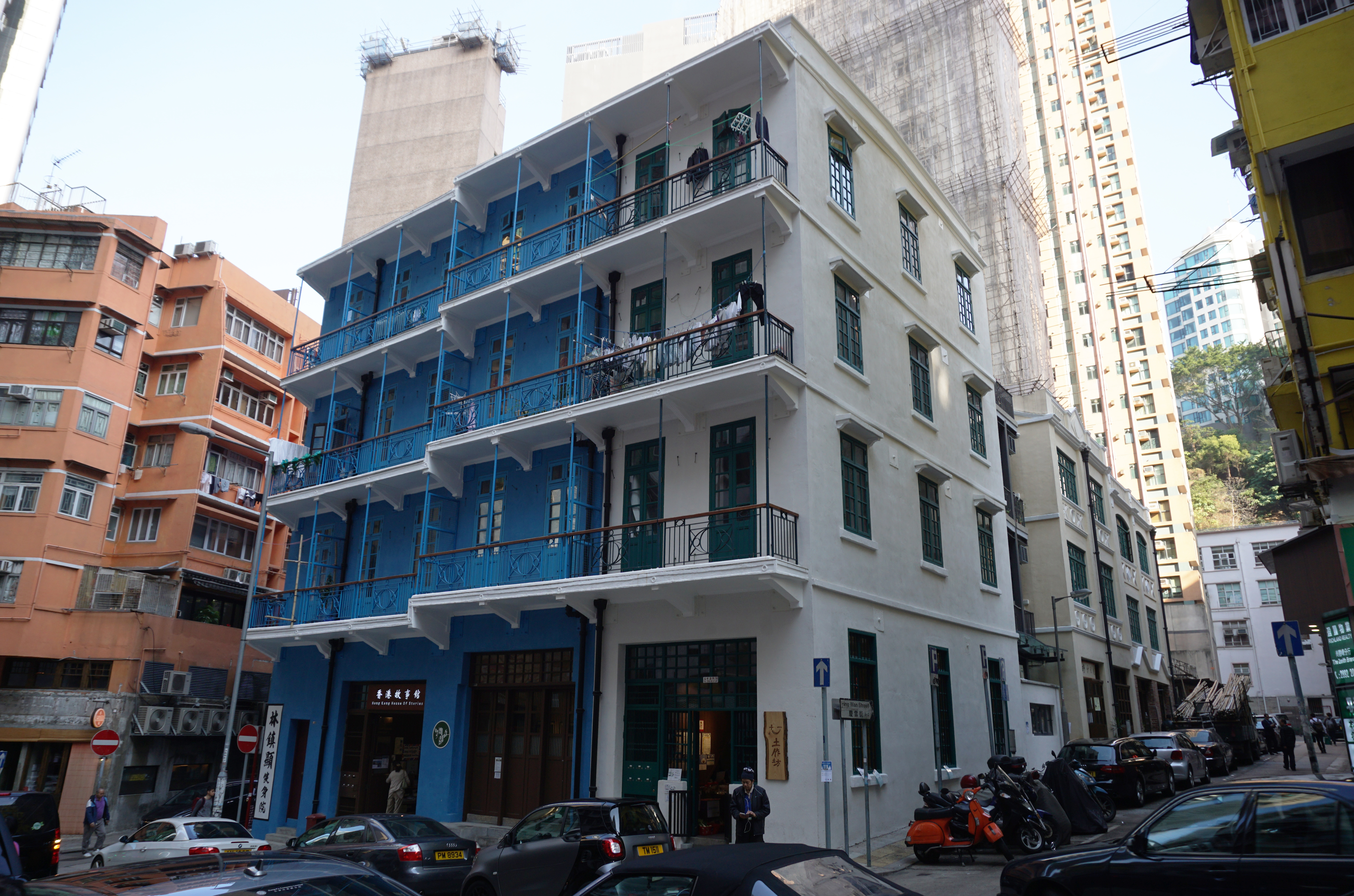
藍屋面向石水渠街的面貌

藍屋是香港一座唐樓，位於香港島灣仔石水渠街72號至74A號雙數門牌，現已被列為香港一級歷史建築。其中72號、72號A及74號三幢外牆被塗上藍色，因而被稱為「藍屋」；而74號A在2010年前仍由私人擁有，一直維持灰色的外牆。

## 歷史
藍屋原址曾是一所醫院，樓高兩層，於1872年政府差餉徵收冊中名為「華佗醫院」（亦稱為「灣仔街坊醫院」）。1886年關閉後變為用作供奉「神醫華陀」的廟宇。
1920年代拆卸後興建現在四層高建築，於1922年建成，樓梯間的牆壁、單位內的窗戶同樣由木材製造，而露台部分則採用鋼筋水泥建造，是香港少數餘下有露台建築的唐樓。72號地下為「華佗廟」，1950年代為黃飛鴻徒弟林世榮姪兒林祖開設的武館取代，至1960年代林祖的武館再改為其兒子林鎮顯的醫館。72號一樓曾開辦專為街坊子弟提供免費教育的「鏡涵義學」，而二樓及三樓則是戰前灣仔唯一英文學校「一中書院」的校址。72號A地下是「廣和號」雜貨店和74號地下是「聯興酒莊」，約在80年代結業。74號二樓曾經是「鮮魚商會」的會址，而同座三樓則為商會的會議室。74號A地下原本是雜貨店，戰後改為住宅。
1990年代，香港政府為藍屋外牆髹上油漆時，因物料庫只剩下水務署常用的藍色油漆，整座藍屋便髹成藍色。
2017年，藍屋獲聯合國頒發亞太區文化遺產保育保護獎最高榮譽的卓越大獎，是香港首次奪得同類獎項。

## 現況

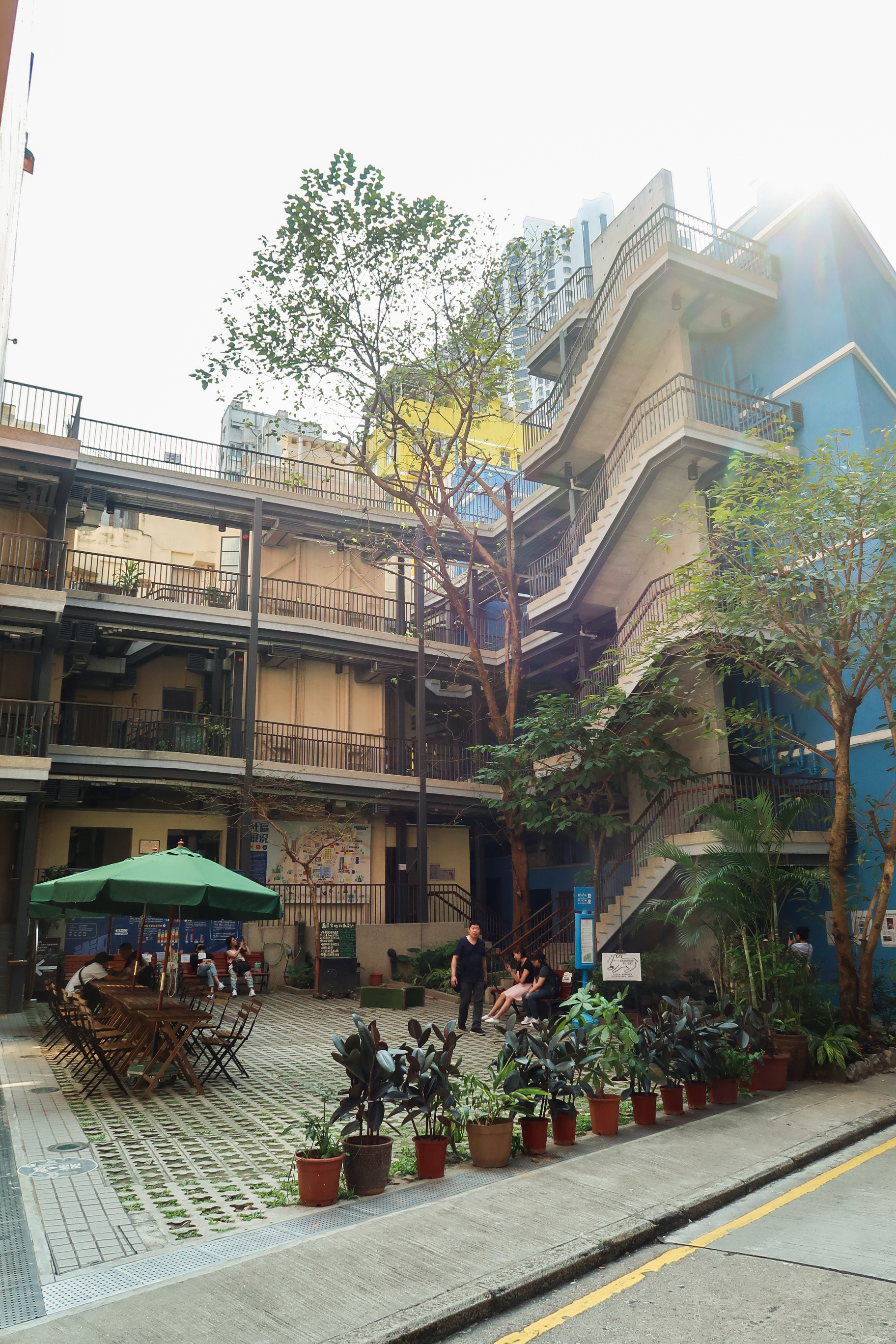
活化後的藍屋加設的石水渠街的公眾休憩用地

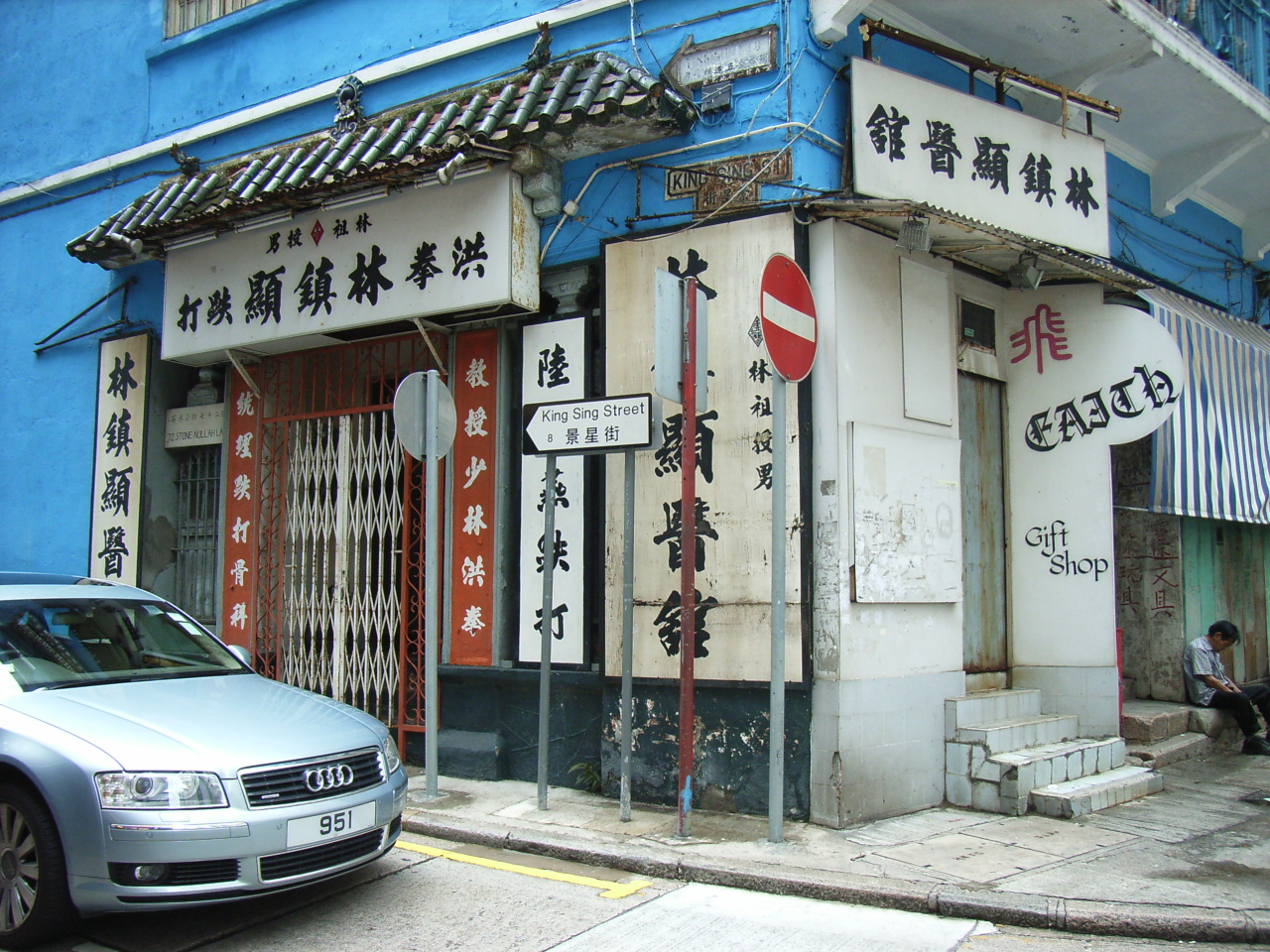
藍屋內林世榮後人的武館

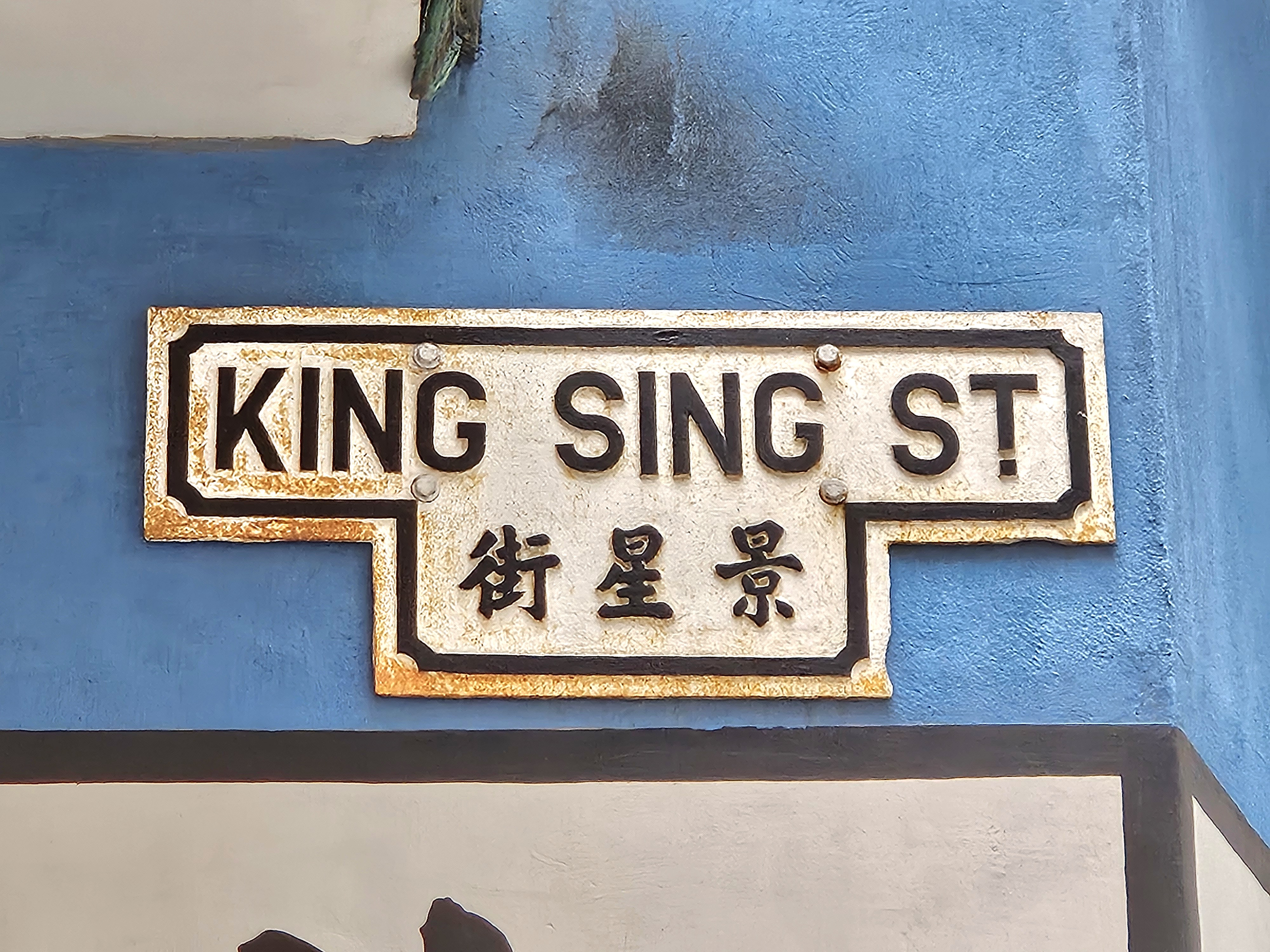
藍屋活化期間亦還原景星街凹角T型街牌

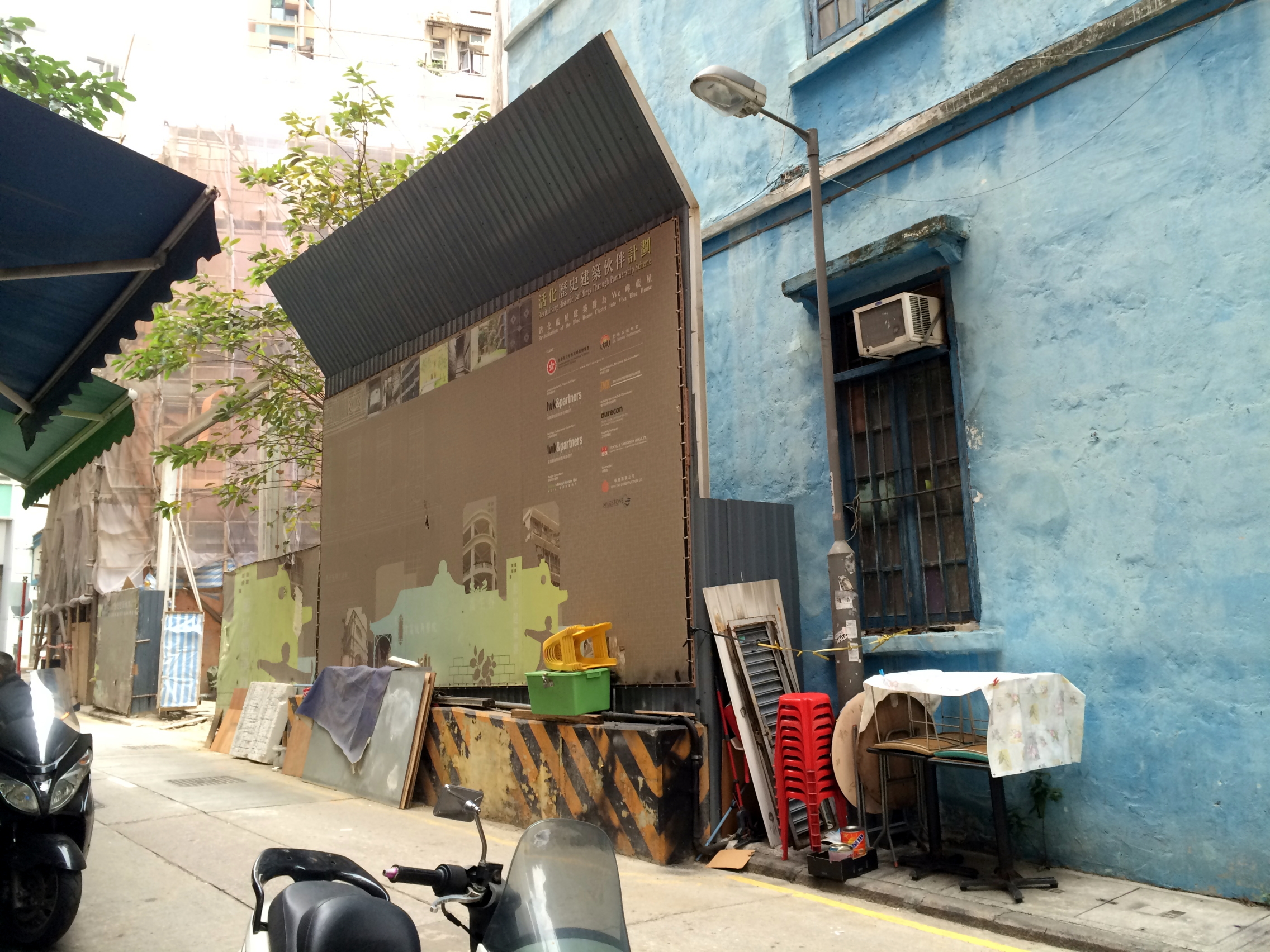
藍屋活化工程地盤（2015年12月）

2006年，香港房屋協會宣布與市區重建局合作重新發展灣仔石水渠街及附近建築物，包括藍屋及鄰近的黃屋與橙屋，闢作以茶及醫療為主題旅遊景點，於7月21日入紙城市規劃委員會將重建範圍的使用用途更改為「休憩用地及保留歷史建築物作文化、社區及商業用途」，最快2010年竣工。但民間憂慮藍屋內最有特色的木製樓梯、天花和內部結構會被作出更改或拆除，而原有的居民將不會獲准在原處居留，而附近的車房和小商戶更會被淘汰，社區網絡將會被完全破壞，重建後只是一個古蹟空殼。
地政總署於2009年4月30日宣佈根據《收回土地條例》，收回石水渠街、慶雲街及景星街的私人土地業權，以便市區重建局聯同香港房屋協會及政府進行市區更新計劃。2009年9月藍屋建築群被發展局列入第二批供活化的政府歷史建築物名單中，香港政府以巨額資助吸引非牟利機構參與活化，而日後建築群的色調亦不設限制，但要保存露台的懸臂式混凝土外廊、幾何圖案熟鐵扶欄及混凝土托架。
2010年9月15日由聖雅各福群會提出的申請計劃獲得批准，將藍屋活化成民間生活館，並會首次採用「留屋留人」的方式，包括藍屋、黃屋及橙屋的14戶居民繼續留住，並獲加建獨立洗手間和升降機，更需要改建消防設施。原有的香港故事館及導賞團將會保留，同時會開設小食店及糖水店，亦會有面積不少於220平方米的公眾休憩用地。到2012年2月8日，立法會通過撥款7,540萬元活化有關項目，命名為「WE嘩藍屋」，原預計最快2014年底啟用，最終活化工程於2013年9月14日由政務司司長林鄭月娥啟動，到2016年5月落成開放。這活化項目被香港建築師學會評為香港史上最成功的建築改造活化工程，並為其他市區翻新項目提供良好案例，藍屋建築群也因此奪得2017–18年度「全年境內建築大獎及主題建築獎-文物建築」。

## 香港故事館
2007年，灣仔聖雅各福群會在藍屋的地鋪開設「灣仔民間生活館」，以「從民間出發·匯多元文化」為宗旨，展出舊時灣仔民間的生活用品，並透過多元及互動的方式，期望引起公眾人士對地區文化保育的關注。由2012年3月開始，「灣仔民間生活館」變身成為「香港故事館」，關注的社區文化議題由灣仔社區拉闊至全港。

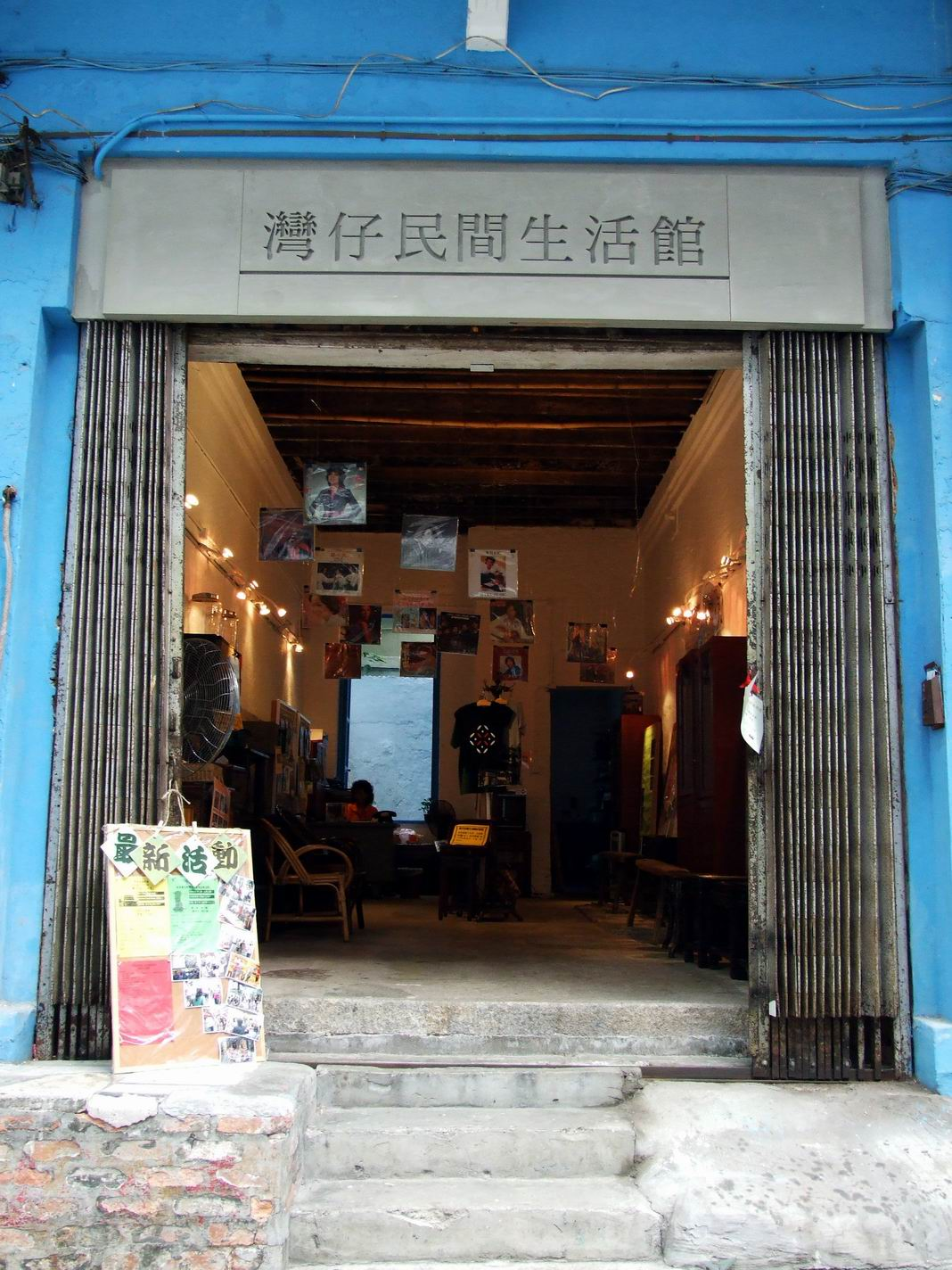
灣仔民間生活館，原為「聯興酒莊」，左右兩旁的石塾用來擺放浸水式可樂冰櫃等
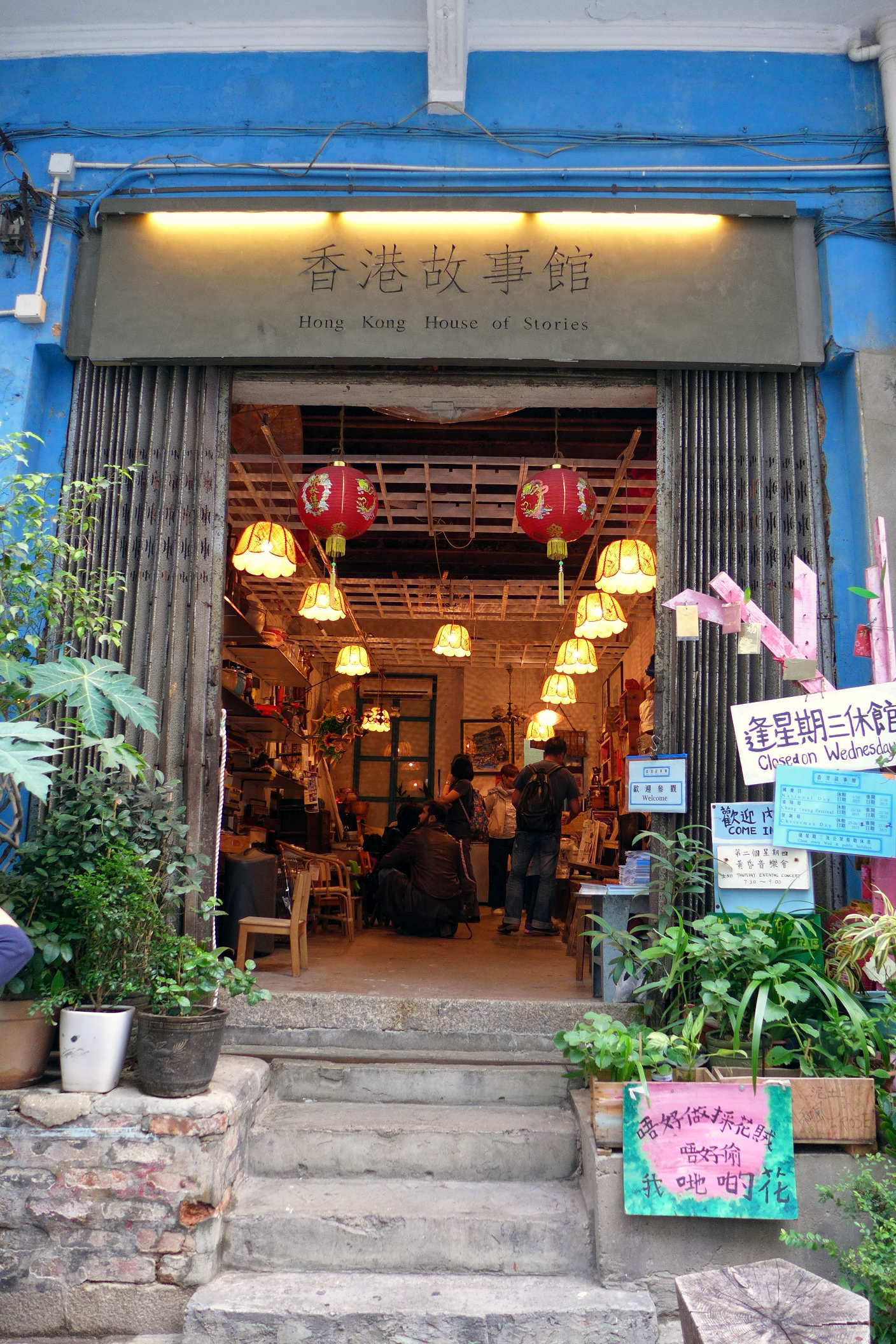
獲得滙豐銀行慈善基金贊助變身成為「香港故事館」
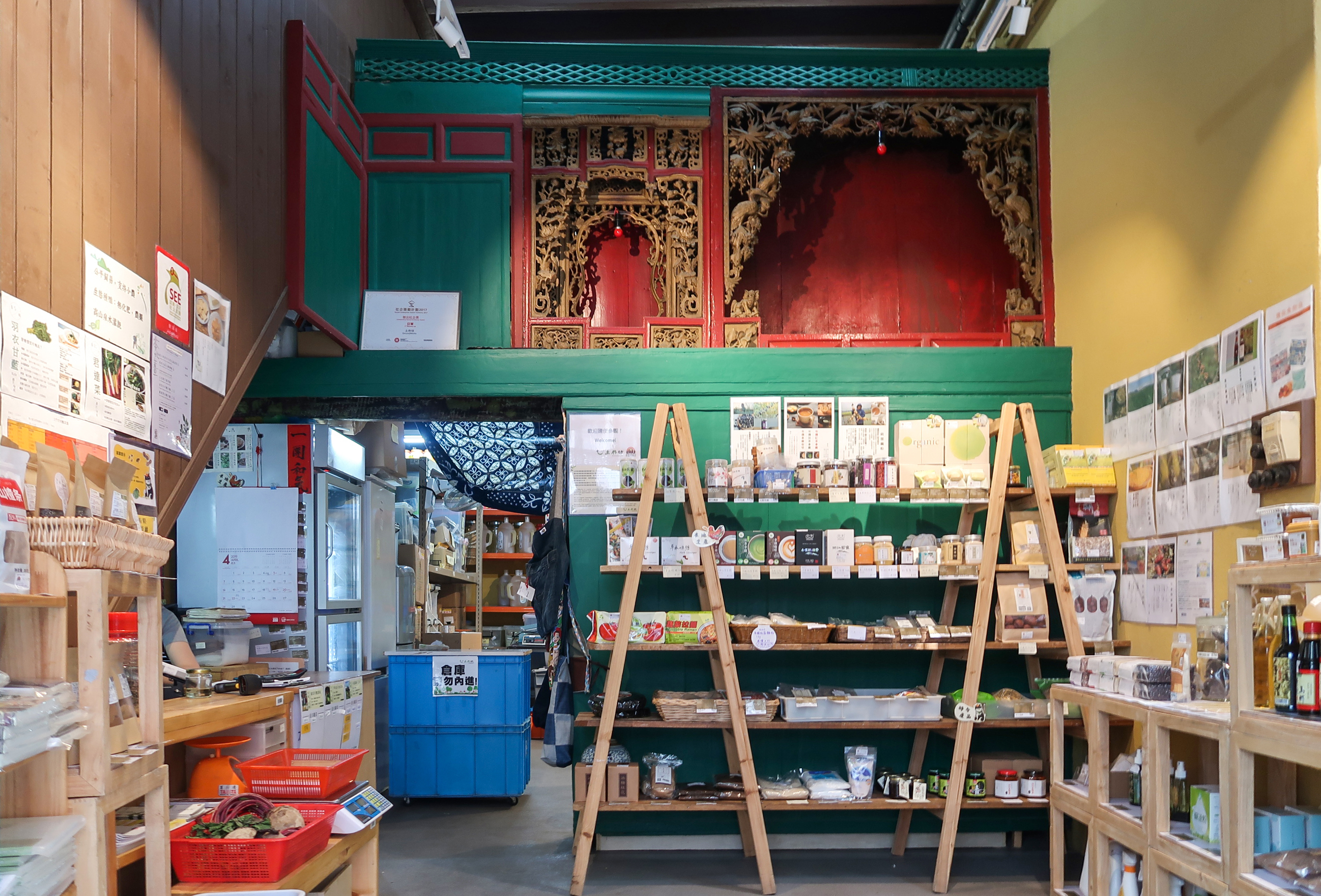
74A地舖保留了神樓間隔，後方建有木制閣樓作居住用途

## 附近社區場所
藍屋附近有其他社區場所，包括聖雅各福群會總會和社區中心位於石水渠街85號。一個名為灣仔視集的非牟利藝術空間曾位於慶雲街9號的唐樓內。它是由業主協利集團（Goldig Investment Group）和香港理工大學發起。代表大廈業主的吳家耀（Carl Gouw）曾是灣仔視集的董事，葉長安（Alvin Yip）是其策展人。葉長安曾任香港理工大學賽馬會社會創新設計院所長，曾授予十大傑出青年並獲香港特別行政區行政長官頒獲社會服務獎。這藝術空間以鄰社關係為宗旨，和良心企業和學院共同研究和創作本土藝術。 因為協利集團曾計劃發展唐樓為精品酒店，在空檔期試作其他用途令歷史建築物重新有目的，可以是一個非政府的文物保育和市區重建的參考例子。 

## 外部連結
- 本土品味－香港故事館（页面存档备份，存于）
- 香港故事館（页面存档备份，存于）（舊為灣仔民間生活館）
- 請用美學來說服我 ：「藍屋」為什麼是藍色？（页面存档备份，存于）
- 【城中遊】灣仔藍屋群 探訪香港故事館︱kennechu.info（页面存档备份，存于）